# Brigitte Wolf (Designerin)
Brigitte Wolf (* 1951 in Goslar) ist eine deutsche Designerin und Hochschullehrerin.

## Leben
Sie studierte von 1970 bis 1975 Industrial Design an der Staatlichen Hochschule für Bildende Künste in Braunschweig. Anschließend folgte von 1976 bis 1978 ein Studium der Psychologie an der Technischen Universität in Braunschweig. Im Jahre 1981 promovierte Brigitte Wolf an der Gesamthochschule Kassel zum Dr. phil. 1992–2007 war sie Professorin für Design Management an der KISD, Köln International School of Design, Fachhochschule Köln. Wolf ist seit 2004 Mitglied des Beirats der Hochschule für Gestaltung + Kunst Luzern. Von 2007 bis 2017 war sie Professorin für Designtheorie, mit den Schwerpunkten Methodik, Planung und Strategisches Design an der Bergischen Universität Wuppertal.
Sie arbeitete unter anderem in der Entwicklungsabteilung der Rowenta-Werke GmbH in Offenbach, leitet seit 2005 das Modul Design Management in dem NDS Studiengang, Digital Design and Management, an der Hochschule für Gestaltung und Kunst Luzern (Schweiz) und war 1991 kommissarische und fachliche Leiterin und Geschäftsführerin des Rats für Formgebung in Frankfurt am Main. Im Jahre 1987 arbeitete sie als Gastprofessorin am Instituto Superior de Diseño Industrial in Havanna (Kuba).
Sie organisiert das Design Management Forum und die Sustainable Summer School.

## Auszeichnungen
- 2001–2003 Senior Research Fellow am Design Management Institute in Boston (USA)
- 2001/02 Fulbright-Stipendiatin am Design Management Institute in Boston (USA) – Forschungsfreisemester WS 2001/02
- 1999 Verleihung des Titels „Professor Invitado“ der kubanischen Designhochschule, Instituto Superior de Diseño, (ISDI) in Havanna (Kuba)